# Erxleben (cràter)
Erxleben és un cràter d'impacte en el planeta Venus de 31,6 km de diàmetre. Porta el nom de Dorothea Erxleben (1715-1762), primera metgessa alemanya, i el seu nom va ser aprovat per la Unió Astronòmica Internacional el 1991.